# كلمني شكرا (فلم)
كلمني شكراً فيلم مصري إنتاج عام 2010 للمخرج خالد يوسف، قام ببطولته عمرو عبد الجليل وغادة عبد الرازق وصبري فواز، كما عادت من خلاله الفنانة القديرة شويكار إلى التمثيل بعد غياب طويل. عرض الفيلم في عام 2010، بعد أن تأخر عرضه بسبب نشوب حريق في ستديوهات الفيلم، وهو ما قضى عليها بالكامل ودفع بالمنتج إلى إعادة بناءها بالكامل، كتب قصة الفيلم الممثل عمرو سعد.

## القصة
يتناول الفيلم رحلة أحلام مجهضة لنماذج من المهمشين وسط أمواج الفقر والتخلف، من خلال «إبراهيم توشكى»، الذي يعيش وهم النجومية ويحلم بالتمثيل رغم انعدام موهبته، وعندما تتبدد أحلامه يبدأ في التحايل على واقعه بالفهلوة التي تصل أحيانا للنصب والاحتيال، فيشترى خطوط محمول ويبيع المكالمات للناس دون تسديد الفواتير ثم يقوم بإنشاء شبكة غير شرعية للقنوات الفضائية، فيقع في المشكلة تلو الأخرى، كل ذلك على التوازى مع قصة حبه لجارته «عبلة» رغم ارتباطه بسيدة سيئة السمعة «أشجان»، وانجابه منها لطفل يرفض الاعتراف به.

## طاقم التمثيل

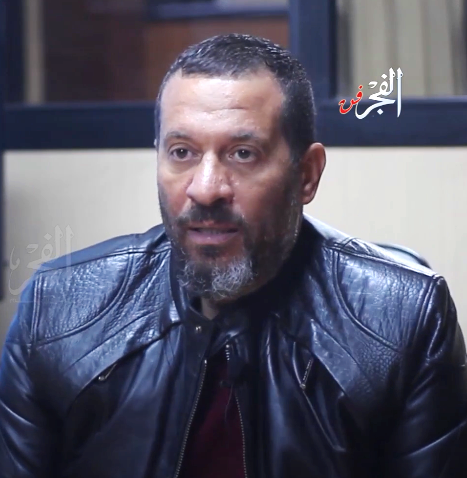
ماجد المصري بدورصلاح معارك

- عمرو عبد الجليل: (إبراهيم توشكى)
- غادة عبد الرازق: (أشجان/أنوار)
- شويكار: (رابحة - والدة إبراهيم)
- صبري فواز: (المعلم عرابي)
- شادي خلف: (عاطف الطاير)
- داليا إبراهيم: (عبلة)
- رامي غيط: (زين كآبة)
- حورية فرغلي: (فجر)
- ماجد المصري: (صلاح معارك)
- كارولينا دي أوليفيرا: (إنجي)
- ماهر سليم: (جودة - والد عبلة)
- ممدوح مداح: (المعلم سيد العربي)
- تامر سمير: (جميل الحلاق)
- إيمان أبو المجد: (هبة)
- حنان يوسف: (كريمة - والدة عبلة)
- نادية العراقية: (أم ممس)
- رمضان خاطر: (المحامي)

## فريق العمل
- إخراج: خالد يوسف
- قصة: عمرو سعد
- سيناريو وحوار: سيد فؤاد
- إنتاج: كامل أبو علي
- توزيع داخلي: الشركة العربية للإنتاج والتوزيع السينمائي
- توزيع خارجي: شركة مصر للسينما
- مونتاج: غادة عز الدين
- موسيقى تصويرية: خالد حماد
- مدير التصوير: سمير بهزان

## وصلات خارجية
- مقالات تستعمل روابط فنية بلا صلة مع ويكي بيانات
- صفحة الفيلم في قاعدة بيانات الأفلام العربية